# Ugo Micheli
Ugo Micheli meglio conosciuto come Hugo Kelly (Firenze, 10 febbraio 1883 – ...) è stato un pugile italiano naturalizzato statunitense.

## Biografia
Da giovane emigrò negli Stati Uniti e stabilì la sua residenza a Chicago, dove iniziò a praticare la boxe dal 1899.
Nei primi anni della sua carriera, Kelly ottenne vittorie importanti contro Owen Ziegler, Felci Rube e Mike Shreck, che lo misero nella condizione di poter combattere contro Philadelphia Jack O'Brien.
O'Brien proveniva da una recente vittoria su Jack Twin Sullivan, che lo portò a rivendicare il titolo di campione del mondo dei pesi medi, un titolo che di diritto apparteneva a Tommy Ryan, ma poiché questi era stato un anno senza metterlo in palio, era stata messa in discussione l'efficacia dello stesso.
Verso la fine del 1903 si disputò il primo incontro tra Kelly e O'Brien finito in parità, un risultato molto favorevole per Kelly, che era visto come una facile preda di O'Brien. Poi, nel 1904, Kelly combatté altre tre volte contro Jack O'Brien, ottenendo una vittoria, una sconfitta ed un pareggio, anche se la sconfitta non fu un risultato ufficiale, ma una decisione presa dai giornalisti che assistevano all'incontro.
Sempre nel 1904, Kelly combatté tre volte contro Jack Twin Sullivan, vincendo il primo incontro, perdendo il secondo e pareggiando il terzo. Così, combattendo ad armi pari contro Sullivan e O'Brien, Kelly si era dimostrato degno di mettere in discussione il titolo mondiale presunto di O'Brien.
Nei primi mesi del 1905 si tenne il quarto incontro tra Kelly e O'Brien terminato con una vittoria di Kelly, che a quel punto rivendicò per sé il titolo di campione del mondo dei pesi medi. Mesi dopo, però, Jack Twin Sullivan continuò a proclamarsi campione del mondo, avendo vinto contro Tommy Burns.
Così fu necessario disputare un incontro fra Kelly e Sullivan per cercare di risolvere questa impasse. Esso avvenne nei primi mesi del 1906 e terminò con un pareggio, che alla fine non fu utile a risolvere la situazione di stallo che si era creata tra i due pugili.
Tuttavia, Kelly continuò a difendere il suo titolo mondiale presunto durante il resto del 1906, superando facilmente gli sfidanti Toni Caponi e Young Mahoney. Così, alla fine del 1906, il campione del mondo dei pesi medi Tommy Ryan, che stava alla finestra ad osservare, decise finalmente di parlare, annunciando il suo ritiro e indicando Kelly come suo legittimo successore.
Tuttavia, la nomina di Kelly finì col non essere ben accettata dal pubblico, tanto che Ryan decise di salire sul ring contro Kelly nei primi mesi del 1907. Kelly pareggiò contro Ryan e si dichiarò campione, ma la sua credibilità non migliorò con questa manovra.
Più tardi, Kelly difese il suo titolo mondiale indiscusso in due occasioni nel 1907, contro Sullivan e Billy Papke e in entrambe le occasioni non riuscì ad ottenere più di due pareggi, che non fecero nulla per rafforzare la sua immagine di campione.
Infine, nei primi mesi del 1908, nel suo secondo match contro Billy Papke, Kelly fu sconfitto perdendo così ogni pretesa di essere ancora campione del mondo; nel frattempo Stanley Ketchel aveva raggiunto ciò che Kelly non era mai riuscito ad ottenere, il riconoscimento universale di essere chiamato campione del mondo dei pesi medi.
Così, a metà del 1908, Kelly salì sul ring contro Ketchel con in palio il titolo mondiale, occasione unica per essere riconosciuto ufficialmente campione del mondo. Tuttavia, Kelly venne sconfitto in sole tre riprese.
Dopo questa battuta d'arresto, Kelly riuscì comunque a rimanere competitivo per molti anni ancora, e sconfisse l'allora promettente Frank Klaus, che in seguito, dopo l'assassinio di Stanley Ketchel, riuscì a diventare campione del mondo.
Hugo Kelly smise di combattere nel 1912 e, una volta lontano dai ring di pugilato, si impegnò nell'industria cinematografica, che gli valse una piccola fortuna. Non esistono riferimenti noti circa la data né il luogo della sua morte.